# Neurosendisposition
Neurosendisposition oder neurotische Disposition bezeichnet zeitlich überdauernde Merkmale eines Menschen, von denen angenommen wird, dass sie schon vor Ausbruch einer zu behandelnden psychischen Störung vorhanden waren.

## Der Begriff
Der Begriff Neurosendisposition oder neurotische Disposition ist in der psychoanalytischen Literatur nicht neu. Schon 1909 veröffentlichte Alfred Adler eine Abhandlung Über neurotische Disposition (s. u.: Literatur). In den 1960er-Jahren sprach auch Horst-Eberhard Richter von Neurosendisposition (s. u.: Literatur). Jürg Willi (s. u.: Literatur) sah in den 1970er-Jahren die jeweiligen neurotischen Dispositionen zweier Partner in einer Paar-Beziehung wie der Schlüssel und das passende Schloss, die zusammen eine neurotische Kollusion eingehen. 
Die Verwendung des Begriffs Neurosendisposition, so wie er in der neueren psychodynamischen Literatur verwendet wird, leitet sich aus dem Begriff der Neurosenstruktur von Harald Schultz-Hencke ab. Schultz-Hencke definierte seinerzeit vier Neurosenstrukturen (eine schizoide, depressive, zwanghafte und eine hysterische beziehungsweise histrionische Neurosenstruktur, welche später durch Fritz Riemanns Buch Grundformen der Angst allgemeine Bekanntheit erlangten). Udo Boessmann und Arno Remmers (s. u.: Literatur) haben Schultz-Henckes Konzept der Neurosenstrukturen erweitert und unterscheiden in der psychodynamischen Diagnostik und Behandlung von individuellen Persönlichkeitsstilen zehn (strukturelle) Neurosendispositionen. Sie orientieren sich dabei an Lorna Smith Benjamins Struktureller Analyse interpersonellen Verhaltens (s. Literatur) und am DSM IV. Der Begriff der Neurosendisposition findet in der tiefenpsychologisch fundierten und analytischen Psychotherapie v. a. im Bericht an den Gutachter im Rahmen des Kassenantrags Anwendung. Den Bericht muss der Therapeut verfassen, um die Leistungspflicht der gesetzlichen oder privaten Krankenversicherung sowie gegebenenfalls der Beihilfestellen nachzuweisen.
Die Neurosendisposition sagt etwas über die Persönlichkeit und Reaktionsbereitschaften eines Menschen aus. Sie bezeichnet zeitlich überdauernde Merkmale eines Menschen, von denen angenommen wird, dass sie schon vor Ausbruch einer zu behandelnden psychischen Störung vorhanden waren. Das Konzept des Strukturniveaus nach OPD hat mit dem Konzept der strukturellen Neurosendisposition gemeinsam, dass beide eine erhöhte Bereitschaft (Disposition) des Patienten markieren, auf bestimmte, spezifische Beanspruchungen und Konflikte mit seelischen oder psychosomatischen Krankheitssymptomen zu reagieren.
Der Unterschied zwischen beiden Begriffen ist folgender: Das Strukturniveau ist – unabhängig von spezifischen unbewussten Konfliktinhalten – ein operationalisierbares Maß für die Reife und Leistungsfähigkeit von relativ gut beschreibbaren formalen Selbststeuerungs- und Interaktionsfähigkeiten eines Patienten (in etwa das, was man auch Ich-Funktionen nennt). Das Konzept der Neurosendispositionen beruht hingegen auf psychodynamischen Theoriekonstrukten: Es unterscheidet Patienten nach der für sie charakteristischen Konstellation von unbewussten Motivationen, Antrieben und Konfliktbereitschaften sowie spezifischen Abwehrmechanismen und Hemmungen und damit verursachten spezifischen Beziehungsmustern.

## Abgrenzung
Die Begriffe Neurosendisposition und Persönlichkeitsstörung sind verwandt, aber sie bezeichnen keineswegs dasselbe: Die Persönlichkeitsstörung ist ein Krankheitsbild, während die Neurosendisposition die Bereitschaft zu Krankheit oder Reaktion ist. 
Persönlichkeitsstörungen sind chronische Krankheitsbilder. Die Persönlichkeitsstruktur ist bei den Persönlichkeitsstörungen derart dysfunktional, belastend oder lebensbehindernd, dass sie selbst das behandlungsbedürftige Problem ist. Persönlichkeitsstörungen sind in der Regel das Ergebnis einer langen Entwicklung seit der Kindheit und Jugend. Sie zeigen keinen klaren Beginn, der mit einer aktuellen krankheitsauslösenden Belastungs- oder Konfliktsituation korreliert werden könnte. Die Bearbeitung interpersoneller oder intrapsychischer Konflikte bringt die Therapie – wenn sich die Patienten überhaupt darauf einlassen – oft nicht weiter. Die Introspektions-, Übertragungs- und Einsichtsfähigkeit der Patienten ist deutlich eingeschränkt. Eine aufdeckende Psychotherapie ist – wie Gerd Rudolf betont – durch eine strukturbezogene Psychotherapie zu ersetzen. Häufig leidet das soziale Umfeld mehr unter der Persönlichkeitsstörung als der Patient selbst. Mitunter ist die Motivation zur Veränderung beim Patienten so gering oder die Belastung für die therapeutische Beziehung so groß, dass Psychotherapie kaum durchgeführt werden kann.
Im Gegensatz zu Persönlichkeitsstörungen sind Neurosendispositionen keine Krankheiten, sondern nur Krankheits- und Reaktionsbereitschaften und finden damit folgerichtig in der ICD-10 keine Berücksichtigung. Erst durch zusätzliche Faktoren, zum Beispiel durch neue Anforderungen, Entwicklungsaufgaben, Verluste, werden behandlungsbedürftige Symptome ausgelöst. Neurosendispositionen, die nicht zur manifesten neurotischen Erkrankung geworden sind, sind Fähigkeiten zur Anpassung und Kompensation und damit ohne eigenen Krankheitswert. Die im DSM-5 und in der ICD-10 beschriebenen Persönlichkeitseigenschaften, die in den Persönlichkeitsstörungen als manifeste Normabweichungen und grobe Dysfunktionalitäten imponieren, würden sich in den Neurosenstrukturen lediglich als Tendenzen und Reaktionsmöglichkeiten zeigen, die erst unter besonderen Anforderungen, zum Beispiel bei neuen Entwicklungsaufgaben oder unter neu hinzu tretenden Lebensbelastungen, Auffälligkeiten zeigen können.

## Unterformen
Die von Boessmann und Remmers unterschiedenen Neurosendispositionen sind folgende:
1. Die altruistisch-depressive Neurosendisposition
2. Die abhängige oder dependente Neurosendisposition
3. Die ängstliche oder vermeidend-selbstunsichere Neurosendisposition
4. Die zwanghafte (anankastische) Neurosendisposition
5. Die histrionische oder hysterische Neurosendisposition
6. Die emotional instabile Neurosendisposition
7. Die paranoide Neurosendisposition
8. Die narzisstische Neurosendisposition
9. Die passiv-aggressive oder negativistische Neurosendisposition
10. Die pseudounabhängige Neurosendisposition